# Gonzaga di Castel Goffredo, Castiglione e Solferino
La linea di Castel Goffredo, Castiglione e Solferino è stata un ramo cadetto della dinastia dei Gonzaga.

## Storia

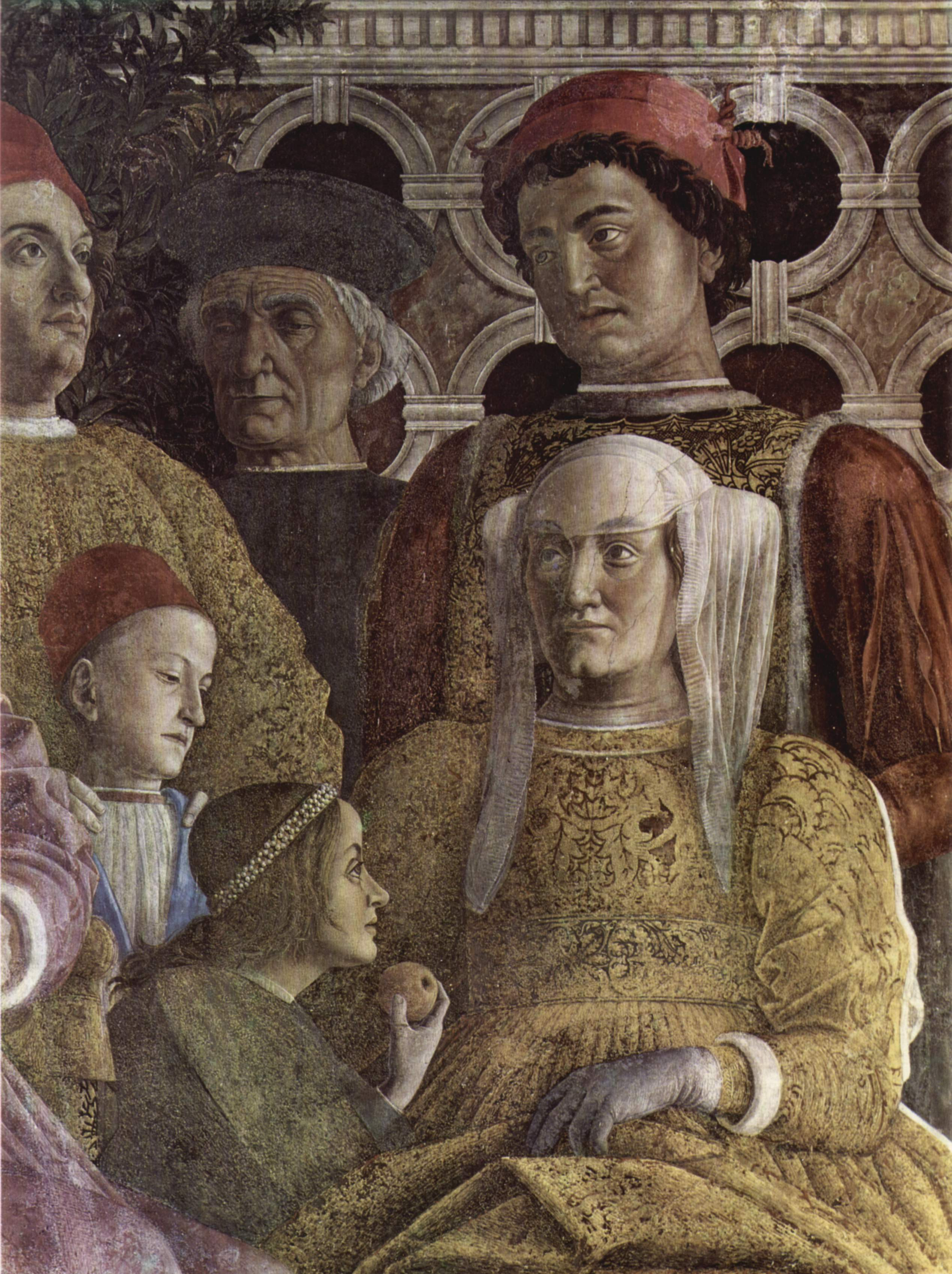
Rodolfo Gonzaga dietro la madre (Andrea Mantegna, Camera degli Sposi, Mantova)

I feudi di Castiglione e Solferino facevano parte dei possedimenti del primo marchese di Mantova Gianfrancesco Gonzaga che li lasciò in eredità ai suoi figli. Alla sua morte nel 1444, questi feudi furono lasciati ad Alessandro (assieme ai feudi di Castel Goffredo e Medole).
Alessandro morì senza figli nel 1466 e al fratello maggiore Ludovico III Gonzaga detto il Turco che ridistribuì le terre al figlio Rodolfo, il maschio più giovane, ossia i feudi di Castiglione, Solferino e anche quelli di Luzzara e Poviglio.

Suo fratello maggiore, Federico (1441-1484), continuò la tradizione del Marchesato di Mantova con il titolo di Federico I detto il Gobbo (1478-1484).

Il giovane Gianfrancesco (1443-1496) fu il fondatore della linea cadetta di Sabbioneta e Bozzolo. La sorella, Barbara, sposò il duca Eberardo V di Württemberg.
I due figli maschi di Rodolfo, Gianfrancesco e Luigi Alessandro, continueranno le singole linee di Luzzara e Castiglione, Solferino e Castel Goffredo.
L'ultimo sovrano regnante di Castiglione fu Ferdinando II. Il 23 dicembre 1691 una rivolta popolare lo costrinse a fuggire. L'autorità imperiale sequestrò i suoi feudi a causa della sua cattiva gestione e, nonostante il trattato di Rastatt nel 1714 che impose la restituzione delle terre al suo principe legittimo, la famiglia non tornò più in possesso dei feudi. I Gonzaga vissero in esilio a Venezia e in Spagna e rimasero pretendenti fino al 1772, quando il principe Luigi (1745-1819), nipote di Ferdinando II,  firmò il 26 luglio 1773 la rinuncia ai diritti a favore dell'imperatrice Maria Teresa d'Austria e il principato di Castiglione, Medole e Solferino fu annesso a Mantova, già austriaca.

La linea cadetta di Castiglione e Solferino si estinse con lui nel 1819.

### Le gallerie dei Gonzaga di Castiglione
Recenti prospezioni archeologiche (2015), ad opera dell'archeologo Andrea Bosio Bellandi, hanno portato alla luce numerose gallerie nel sottosuolo di Castiglione, costruite con tutta probabilità durante il principato di Francesco Gonzaga nel XVII secolo, che collegavano tra loro diversi edifici del centro storico.

## Albero genealogico essenziale
| Luzzara | Luzzara | Luzzara | Luzzara | Luzzara | Luzzara | Castel Goffredo | Castel Goffredo | Castel Goffredo | Castel Goffredo | Castel Goffredo | Castel Goffredo | Castiglione | Castiglione | Castiglione | Castiglione | Castiglione | Castiglione | Solferino | Solferino | Solferino | Solferino | Solferino | Solferino |  |  |

|                     |                     |                     |                     |                         |                         |                         |                         |                         |                         |                         |                         |                         |                         |                         |                         |                       |                       |                       |                       |                       |                       |                  |                  |                      |                      |                      |                      |                           |                           |                           |                           |                           |                           |                          |                          |                          |                          |                          |                          |                          |                          |                          |                          | Rodolfo *1452 †1495      |                          |                        |                        |                        |                        |                        |                        |                       |                       |                            |                            |                            |                            |                            |                            |                           |                           |                                |                                |                                |                                |                                |                                |                      |                      |                        |                        |                         |                         |                         |                         |                         |                         |                        |                        |                        |                        |                        |                        |                        |                        |                        |                        |                        |                        |  |  |  |  |  |  |  |  |  |  |  |  |  |  |  |  |  |  |  |  |  |  |  |  |  |  |  |  |  |  |  |  |  |  |  |  |  |  |  |  |  |  |  |  |  |  |  |  |  |  |  |  |  |  |
|                     |                     |                     |                     |                         |                         |                         |                         |                         |                         |                         |                         |                         |                         |                         |                         |                       |                       |                       |                       |                       |                       |                  |                  |                      |                      |                      |                      |                           |                           |                           |                           |                           |                           |                          |                          |                          |                          |                          |                          |                          |                          |                          |                          |                          |                          |                        |                        |                        |                        |                        |                        |                       |                       |                            |                            |                            |                            |                            |                            |                           |                           |                                |                                |                                |                                |                                |                                |                      |                      |                        |                        |                         |                         |                         |                         |                         |                         |                        |                        |                        |                        |                        |                        |                        |                        |                        |                        |                        |                        |  |  |  |  |  |  |  |  |  |  |  |  |  |  |  |  |  |  |  |  |  |  |  |  |  |  |  |  |  |  |  |  |  |  |  |  |  |  |  |  |  |  |  |  |  |  |  |  |  |  |  |  |  |  |
|                     |                     |                     |                     |                         |                         |                         |                         |                         |                         |                         |                         |                         |                         |                         |                         |                       |                       |                       |                       |                       |                       |                  |                  |                      |                      |                      |                      |                           |                           |                           |                           |                           |                           |                          |                          |                          |                          |                          |                          |                          |                          |                          |                          |                          |                          |                        |                        |                        |                        |                        |                        |                       |                       |                            |                            |                            |                            |                            |                            |                           |                           |                                |                                |                                |                                |                                |                                |                      |                      |                        |                        |                         |                         |                         |                         |                         |                         |                        |                        |                        |                        |                        |                        |                        |                        |                        |                        |                        |                        |  |  |  |  |  |  |  |  |  |  |  |  |  |  |  |  |  |  |  |  |  |  |  |  |  |  |  |  |  |  |  |  |  |  |  |  |  |  |  |  |  |  |  |  |  |  |  |  |  |  |  |  |  |  |
|                     |                     |                     |                     |                         |                         |                         |                         |                         |                         |                         |                         |                         |                         |                         |                         |                       |                       |                       |                       |                       |                       |                  |                  |                      |                      |                      |                      | Gianfrancesco *1488 †1524 | Gianfrancesco *1488 †1524 | Gianfrancesco *1488 †1524 | Gianfrancesco *1488 †1524 | Gianfrancesco *1488 †1524 | Gianfrancesco *1488 †1524 |                          |                          |                          |                          |                          |                          |                          |                          |                          |                          |                          |                          |                        |                        |                        |                        |                        |                        |                       |                       |                            |                            |                            |                            |                            |                            | Aloisio *1494 †1549       | Aloisio *1494 †1549       | Aloisio *1494 †1549            | Aloisio *1494 †1549            | Aloisio *1494 †1549            | Aloisio *1494 †1549            |                                |                                |                      |                      |                        |                        |                         |                         |                         |                         |                         |                         |                        |                        |                        |                        |                        |                        |                        |                        |                        |                        |                        |                        |  |  |  |  |  |  |  |  |  |  |  |  |  |  |  |  |  |  |  |  |  |  |  |  |  |  |  |  |  |  |  |  |  |  |  |  |  |  |  |  |  |  |  |  |  |  |  |  |  |  |  |  |  |  |
|                     |                     |                     |                     |                         |                         |                         |                         |                         |                         |                         |                         |                         |                         |                         |                         |                       |                       |                       |                       |                       |                       |                  |                  |                      |                      |                      |                      | Gianfrancesco *1488 †1524 | Gianfrancesco *1488 †1524 | Gianfrancesco *1488 †1524 | Gianfrancesco *1488 †1524 | Gianfrancesco *1488 †1524 | Gianfrancesco *1488 †1524 |                          |                          |                          |                          |                          |                          |                          |                          |                          |                          |                          |                          |                        |                        |                        |                        |                        |                        |                       |                       |                            |                            |                            |                            |                            |                            | Aloisio *1494 †1549       | Aloisio *1494 †1549       | Aloisio *1494 †1549            | Aloisio *1494 †1549            | Aloisio *1494 †1549            | Aloisio *1494 †1549            |                                |                                |                      |                      |                        |                        |                         |                         |                         |                         |                         |                         |                        |                        |                        |                        |                        |                        |                        |                        |                        |                        |                        |                        |  |  |  |  |  |  |  |  |  |  |  |  |  |  |  |  |  |  |  |  |  |  |  |  |  |  |  |  |  |  |  |  |  |  |  |  |  |  |  |  |  |  |  |  |  |  |  |  |  |  |  |  |  |  |
|                     |                     |                     |                     |                         |                         |                         |                         |                         |                         |                         |                         |                         |                         |                         |                         |                       |                       |                       |                       |                       |                       |                  |                  |                      |                      |                      |                      |                           |                           |                           |                           |                           |                           |                          |                          |                          |                          |                          |                          |                          |                          |                          |                          |                          |                          |                        |                        |                        |                        |                        |                        |                       |                       |                            |                            |                            |                            |                            |                            |                           |                           |                                |                                |                                |                                |                                |                                |                      |                      |                        |                        |                         |                         |                         |                         |                         |                         |                        |                        |                        |                        |                        |                        |                        |                        |                        |                        |                        |                        |  |  |  |  |  |  |  |  |  |  |  |  |  |  |  |  |  |  |  |  |  |  |  |  |  |  |  |  |  |  |  |  |  |  |  |  |  |  |  |  |  |  |  |  |  |  |  |  |  |  |  |  |  |  |
|                     |                     |                     |                     |                         |                         |                         |                         |                         |                         |                         |                         |                         |                         |                         |                         |                       |                       |                       |                       |                       |                       |                  |                  | Rodolfo † post 1553  | Rodolfo † post 1553  | Rodolfo † post 1553  | Rodolfo † post 1553  | Rodolfo † post 1553       | Rodolfo † post 1553       |                           |                           |                           |                           | Massimiliano *1513 †1578 | Massimiliano *1513 †1578 | Massimiliano *1513 †1578 | Massimiliano *1513 †1578 | Massimiliano *1513 †1578 | Massimiliano *1513 †1578 |                          |                          |                          |                          |                          |                          |                        |                        |                        |                        |                        |                        |                       |                       | Alfonso *1541 †1592        | Alfonso *1541 †1592        | Alfonso *1541 †1592        | Alfonso *1541 †1592        | Alfonso *1541 †1592        | Alfonso *1541 †1592        | Ferrante *1544 †1586      | Ferrante *1544 †1586      | Ferrante *1544 †1586           | Ferrante *1544 †1586           | Ferrante *1544 †1586           | Ferrante *1544 †1586           | Orazio *1545 †1587             | Orazio *1545 †1587             | Orazio *1545 †1587   | Orazio *1545 †1587   | Orazio *1545 †1587     | Orazio *1545 †1587     |                         |                         |                         |                         |                         |                         |                        |                        |                        |                        |                        |                        |                        |                        |                        |                        |                        |                        |  |  |  |  |  |  |  |  |  |  |  |  |  |  |  |  |  |  |  |  |  |  |  |  |  |  |  |  |  |  |  |  |  |  |  |  |  |  |  |  |  |  |  |  |  |  |  |  |  |  |  |  |  |  |
|                     |                     |                     |                     |                         |                         |                         |                         |                         |                         |                         |                         |                         |                         |                         |                         |                       |                       |                       |                       |                       |                       |                  |                  | Rodolfo † post 1553  | Rodolfo † post 1553  | Rodolfo † post 1553  | Rodolfo † post 1553  | Rodolfo † post 1553       | Rodolfo † post 1553       |                           |                           |                           |                           | Massimiliano *1513 †1578 | Massimiliano *1513 †1578 | Massimiliano *1513 †1578 | Massimiliano *1513 †1578 | Massimiliano *1513 †1578 | Massimiliano *1513 †1578 |                          |                          |                          |                          |                          |                          |                        |                        |                        |                        |                        |                        |                       |                       | Alfonso *1541 †1592        | Alfonso *1541 †1592        | Alfonso *1541 †1592        | Alfonso *1541 †1592        | Alfonso *1541 †1592        | Alfonso *1541 †1592        | Ferrante *1544 †1586      | Ferrante *1544 †1586      | Ferrante *1544 †1586           | Ferrante *1544 †1586           | Ferrante *1544 †1586           | Ferrante *1544 †1586           | Orazio *1545 †1587             | Orazio *1545 †1587             | Orazio *1545 †1587   | Orazio *1545 †1587   | Orazio *1545 †1587     | Orazio *1545 †1587     |                         |                         |                         |                         |                         |                         |                        |                        |                        |                        |                        |                        |                        |                        |                        |                        |                        |                        |  |  |  |  |  |  |  |  |  |  |  |  |  |  |  |  |  |  |  |  |  |  |  |  |  |  |  |  |  |  |  |  |  |  |  |  |  |  |  |  |  |  |  |  |  |  |  |  |  |  |  |  |  |  |
|                     |                     |                     |                     |                         |                         |                         |                         |                         |                         |                         |                         |                         |                         |                         |                         |                       |                       |                       |                       |                       |                       |                  |                  |                      |                      |                      |                      |                           |                           |                           |                           |                           |                           |                          |                          |                          |                          |                          |                          |                          |                          |                          |                          |                          |                          |                        |                        |                        |                        |                        |                        |                       |                       |                            |                            |                            |                            |                            |                            |                           |                           |                                |                                |                                |                                |                                |                                |                      |                      |                        |                        |                         |                         |                         |                         |                         |                         |                        |                        |                        |                        |                        |                        |                        |                        |                        |                        |                        |                        |  |  |  |  |  |  |  |  |  |  |  |  |  |  |  |  |  |  |  |  |  |  |  |  |  |  |  |  |  |  |  |  |  |  |  |  |  |  |  |  |  |  |  |  |  |  |  |  |  |  |  |  |  |  |
|                     |                     |                     |                     |                         |                         |                         |                         |                         |                         |                         |                         |                         |                         |                         |                         |                       |                       |                       |                       |                       |                       |                  |                  | Poviglio             | Poviglio             | Poviglio             | Poviglio             | Poviglio                  | Poviglio                  | Prospero *1554 †1614      | Prospero *1554 †1614      | Prospero *1554 †1614      | Prospero *1554 †1614      | Prospero *1554 †1614     | Prospero *1554 †1614     |                          |                          | M. Antonio †1592         | M. Antonio †1592         | M. Antonio †1592         | M. Antonio †1592         | M. Antonio †1592         | M. Antonio †1592         | Rodolfo *1569 †1593      | Rodolfo *1569 †1593      | Rodolfo *1569 †1593    | Rodolfo *1569 †1593    | Rodolfo *1569 †1593    | Rodolfo *1569 †1593    | Francesco *1577 †1616  | Francesco *1577 †1616  | Francesco *1577 †1616 | Francesco *1577 †1616 | Francesco *1577 †1616      | Francesco *1577 †1616      |                            |                            |                            |                            |                           |                           |                                |                                |                                |                                |                                |                                |                      |                      | Cristierno *1580 †1630 | Cristierno *1580 †1630 | Cristierno *1580 †1630  | Cristierno *1580 †1630  | Cristierno *1580 †1630  | Cristierno *1580 †1630  | Diego *1582 †1597       | Diego *1582 †1597       | Diego *1582 †1597      | Diego *1582 †1597      | Diego *1582 †1597      | Diego *1582 †1597      |                        |                        |                        |                        |                        |                        |                        |                        |  |  |  |  |  |  |  |  |  |  |  |  |  |  |  |  |  |  |  |  |  |  |  |  |  |  |  |  |  |  |  |  |  |  |  |  |  |  |  |  |  |  |  |  |  |  |  |  |  |  |  |  |  |  |
|                     |                     |                     |                     |                         |                         |                         |                         |                         |                         |                         |                         |                         |                         |                         |                         |                       |                       |                       |                       |                       |                       |                  |                  | Poviglio             | Poviglio             | Poviglio             | Poviglio             | Poviglio                  | Poviglio                  | Prospero *1554 †1614      | Prospero *1554 †1614      | Prospero *1554 †1614      | Prospero *1554 †1614      | Prospero *1554 †1614     | Prospero *1554 †1614     |                          |                          | M. Antonio †1592         | M. Antonio †1592         | M. Antonio †1592         | M. Antonio †1592         | M. Antonio †1592         | M. Antonio †1592         | Rodolfo *1569 †1593      | Rodolfo *1569 †1593      | Rodolfo *1569 †1593    | Rodolfo *1569 †1593    | Rodolfo *1569 †1593    | Rodolfo *1569 †1593    | Francesco *1577 †1616  | Francesco *1577 †1616  | Francesco *1577 †1616 | Francesco *1577 †1616 | Francesco *1577 †1616      | Francesco *1577 †1616      |                            |                            |                            |                            |                           |                           |                                |                                |                                |                                |                                |                                |                      |                      | Cristierno *1580 †1630 | Cristierno *1580 †1630 | Cristierno *1580 †1630  | Cristierno *1580 †1630  | Cristierno *1580 †1630  | Cristierno *1580 †1630  | Diego *1582 †1597       | Diego *1582 †1597       | Diego *1582 †1597      | Diego *1582 †1597      | Diego *1582 †1597      | Diego *1582 †1597      |                        |                        |                        |                        |                        |                        |                        |                        |  |  |  |  |  |  |  |  |  |  |  |  |  |  |  |  |  |  |  |  |  |  |  |  |  |  |  |  |  |  |  |  |  |  |  |  |  |  |  |  |  |  |  |  |  |  |  |  |  |  |  |  |  |  |
|                     |                     |                     |                     |                         |                         |                         |                         |                         |                         |                         |                         |                         |                         |                         |                         |                       |                       |                       |                       |                       |                       |                  |                  |                      |                      |                      |                      |                           |                           |                           |                           |                           |                           |                          |                          |                          |                          |                          |                          |                          |                          |                          |                          |                          |                          |                        |                        |                        |                        |                        |                        |                       |                       |                            |                            |                            |                            |                            |                            |                           |                           |                                |                                |                                |                                |                                |                                |                      |                      |                        |                        |                         |                         |                         |                         |                         |                         |                        |                        |                        |                        |                        |                        |                        |                        |                        |                        |                        |                        |  |  |  |  |  |  |  |  |  |  |  |  |  |  |  |  |  |  |  |  |  |  |  |  |  |  |  |  |  |  |  |  |  |  |  |  |  |  |  |  |  |  |  |  |  |  |  |  |  |  |  |  |  |  |
|                     |                     |                     |                     |                         |                         |                         |                         |                         |                         |                         |                         |                         |                         |                         |                         |                       |                       |                       |                       | Federico I †1630      | Federico I †1630      | Federico I †1630 | Federico I †1630 | Federico I †1630     | Federico I †1630     | Gianfrancesco †1650  | Gianfrancesco †1650  | Gianfrancesco †1650       | Gianfrancesco †1650       | Gianfrancesco †1650       | Gianfrancesco †1650       |                           |                           | Ludovico *1587 †1633     | Ludovico *1587 †1633     | Ludovico *1587 †1633     | Ludovico *1587 †1633     | Ludovico *1587 †1633     | Ludovico *1587 †1633     | Massimiliano *1588 †1613 | Massimiliano *1588 †1613 | Massimiliano *1588 †1613 | Massimiliano *1588 †1613 | Massimiliano *1588 †1613 | Massimiliano *1588 †1613 | Luigi *1611 †1636      | Luigi *1611 †1636      | Luigi *1611 †1636      | Luigi *1611 †1636      | Luigi *1611 †1636      | Luigi *1611 †1636      |                       |                       | Ferdinando I *1614 †1675   | Ferdinando I *1614 †1675   | Ferdinando I *1614 †1675   | Ferdinando I *1614 †1675   | Ferdinando I *1614 †1675   | Ferdinando I *1614 †1675   |                           |                           |                                |                                |                                |                                |                                |                                |                      |                      |                        |                        | Carlo *1616 †1680       | Carlo *1616 †1680       | Carlo *1616 †1680       | Carlo *1616 †1680       | Carlo *1616 †1680       | Carlo *1616 †1680       |                        |                        | Francesco *1618 †1630  | Francesco *1618 †1630  | Francesco *1618 †1630  | Francesco *1618 †1630  | Francesco *1618 †1630  | Francesco *1618 †1630  |                        |                        |                        |                        |  |  |  |  |  |  |  |  |  |  |  |  |  |  |  |  |  |  |  |  |  |  |  |  |  |  |  |  |  |  |  |  |  |  |  |  |  |  |  |  |  |  |  |  |  |  |  |  |  |  |  |  |  |  |
|                     |                     |                     |                     |                         |                         |                         |                         |                         |                         |                         |                         |                         |                         |                         |                         |                       |                       |                       |                       | Federico I †1630      | Federico I †1630      | Federico I †1630 | Federico I †1630 | Federico I †1630     | Federico I †1630     | Gianfrancesco †1650  | Gianfrancesco †1650  | Gianfrancesco †1650       | Gianfrancesco †1650       | Gianfrancesco †1650       | Gianfrancesco †1650       |                           |                           | Ludovico *1587 †1633     | Ludovico *1587 †1633     | Ludovico *1587 †1633     | Ludovico *1587 †1633     | Ludovico *1587 †1633     | Ludovico *1587 †1633     | Massimiliano *1588 †1613 | Massimiliano *1588 †1613 | Massimiliano *1588 †1613 | Massimiliano *1588 †1613 | Massimiliano *1588 †1613 | Massimiliano *1588 †1613 | Luigi *1611 †1636      | Luigi *1611 †1636      | Luigi *1611 †1636      | Luigi *1611 †1636      | Luigi *1611 †1636      | Luigi *1611 †1636      |                       |                       | Ferdinando I *1614 †1675   | Ferdinando I *1614 †1675   | Ferdinando I *1614 †1675   | Ferdinando I *1614 †1675   | Ferdinando I *1614 †1675   | Ferdinando I *1614 †1675   |                           |                           |                                |                                |                                |                                |                                |                                |                      |                      |                        |                        | Carlo *1616 †1680       | Carlo *1616 †1680       | Carlo *1616 †1680       | Carlo *1616 †1680       | Carlo *1616 †1680       | Carlo *1616 †1680       |                        |                        | Francesco *1618 †1630  | Francesco *1618 †1630  | Francesco *1618 †1630  | Francesco *1618 †1630  | Francesco *1618 †1630  | Francesco *1618 †1630  |                        |                        |                        |                        |  |  |  |  |  |  |  |  |  |  |  |  |  |  |  |  |  |  |  |  |  |  |  |  |  |  |  |  |  |  |  |  |  |  |  |  |  |  |  |  |  |  |  |  |  |  |  |  |  |  |  |  |  |  |
|                     |                     |                     |                     |                         |                         |                         |                         |                         |                         |                         |                         |                         |                         |                         |                         |                       |                       |                       |                       |                       |                       |                  |                  |                      |                      |                      |                      |                           |                           |                           |                           |                           |                           |                          |                          |                          |                          |                          |                          |                          |                          |                          |                          |                          |                          |                        |                        |                        |                        |                        |                        |                       |                       |                            |                            |                            |                            |                            |                            |                           |                           |                                |                                |                                |                                |                                |                                |                      |                      |                        |                        |                         |                         |                         |                         |                         |                         |                        |                        |                        |                        |                        |                        |                        |                        |                        |                        |                        |                        |  |  |  |  |  |  |  |  |  |  |  |  |  |  |  |  |  |  |  |  |  |  |  |  |  |  |  |  |  |  |  |  |  |  |  |  |  |  |  |  |  |  |  |  |  |  |  |  |  |  |  |  |  |  |
|                     |                     |                     |                     |                         |                         |                         |                         |                         |                         | Luigi I *1602 †1666     | Luigi I *1602 †1666     | Luigi I *1602 †1666     | Luigi I *1602 †1666     | Luigi I *1602 †1666     | Luigi I *1602 †1666     | Francesco †1630       | Francesco †1630       | Francesco †1630       | Francesco †1630       | Francesco †1630       | Francesco †1630       |                  |                  | Prospero *1617 †1675 | Prospero *1617 †1675 | Prospero *1617 †1675 | Prospero *1617 †1675 | Prospero *1617 †1675      | Prospero *1617 †1675      | Basilio *1627 †1702       | Basilio *1627 †1702       | Basilio *1627 †1702       | Basilio *1627 †1702       | Basilio *1627 †1702      | Basilio *1627 †1702      |                          |                          |                          |                          |                          |                          |                          |                          |                          |                          | Francesco, *1634 †1636 | Francesco, *1634 †1636 | Francesco, *1634 †1636 | Francesco, *1634 †1636 | Francesco, *1634 †1636 | Francesco, *1634 †1636 |                       |                       | Luigi *1646 †1650          | Luigi *1646 †1650          | Luigi *1646 †1650          | Luigi *1646 †1650          | Luigi *1646 †1650          | Luigi *1646 †1650          | Ferdinando II *1648 †1723 | Ferdinando II *1648 †1723 | Ferdinando II *1648 †1723      | Ferdinando II *1648 †1723      | Ferdinando II *1648 †1723      | Ferdinando II *1648 †1723      | Luigi *1650 †1720              | Luigi *1650 †1720              | Luigi *1650 †1720    | Luigi *1650 †1720    | Luigi *1650 †1720      | Luigi *1650 †1720      | Francesco *1652         | Francesco *1652         | Francesco *1652         | Francesco *1652         | Francesco *1652         | Francesco *1652         | Cristierno *1655 †1743 | Cristierno *1655 †1743 | Cristierno *1655 †1743 | Cristierno *1655 †1743 | Cristierno *1655 †1743 | Cristierno *1655 †1743 | Carlo Ant. *1660 †1740 | Carlo Ant. *1660 †1740 | Carlo Ant. *1660 †1740 | Carlo Ant. *1660 †1740 | Carlo Ant. *1660 †1740 | Carlo Ant. *1660 †1740 |  |  |  |  |  |  |  |  |  |  |  |  |  |  |  |  |  |  |  |  |  |  |  |  |  |  |  |  |  |  |  |  |  |  |  |  |  |  |  |  |  |  |  |  |  |  |  |  |  |  |  |  |  |  |
|                     |                     |                     |                     |                         |                         |                         |                         |                         |                         | Luigi I *1602 †1666     | Luigi I *1602 †1666     | Luigi I *1602 †1666     | Luigi I *1602 †1666     | Luigi I *1602 †1666     | Luigi I *1602 †1666     | Francesco †1630       | Francesco †1630       | Francesco †1630       | Francesco †1630       | Francesco †1630       | Francesco †1630       |                  |                  | Prospero *1617 †1675 | Prospero *1617 †1675 | Prospero *1617 †1675 | Prospero *1617 †1675 | Prospero *1617 †1675      | Prospero *1617 †1675      | Basilio *1627 †1702       | Basilio *1627 †1702       | Basilio *1627 †1702       | Basilio *1627 †1702       | Basilio *1627 †1702      | Basilio *1627 †1702      |                          |                          |                          |                          |                          |                          |                          |                          |                          |                          | Francesco, *1634 †1636 | Francesco, *1634 †1636 | Francesco, *1634 †1636 | Francesco, *1634 †1636 | Francesco, *1634 †1636 | Francesco, *1634 †1636 |                       |                       | Luigi *1646 †1650          | Luigi *1646 †1650          | Luigi *1646 †1650          | Luigi *1646 †1650          | Luigi *1646 †1650          | Luigi *1646 †1650          | Ferdinando II *1648 †1723 | Ferdinando II *1648 †1723 | Ferdinando II *1648 †1723      | Ferdinando II *1648 †1723      | Ferdinando II *1648 †1723      | Ferdinando II *1648 †1723      | Luigi *1650 †1720              | Luigi *1650 †1720              | Luigi *1650 †1720    | Luigi *1650 †1720    | Luigi *1650 †1720      | Luigi *1650 †1720      | Francesco *1652         | Francesco *1652         | Francesco *1652         | Francesco *1652         | Francesco *1652         | Francesco *1652         | Cristierno *1655 †1743 | Cristierno *1655 †1743 | Cristierno *1655 †1743 | Cristierno *1655 †1743 | Cristierno *1655 †1743 | Cristierno *1655 †1743 | Carlo Ant. *1660 †1740 | Carlo Ant. *1660 †1740 | Carlo Ant. *1660 †1740 | Carlo Ant. *1660 †1740 | Carlo Ant. *1660 †1740 | Carlo Ant. *1660 †1740 |  |  |  |  |  |  |  |  |  |  |  |  |  |  |  |  |  |  |  |  |  |  |  |  |  |  |  |  |  |  |  |  |  |  |  |  |  |  |  |  |  |  |  |  |  |  |  |  |  |  |  |  |  |  |
|                     |                     |                     |                     |                         |                         |                         |                         |                         |                         |                         |                         |                         |                         |                         |                         |                       |                       |                       |                       |                       |                       |                  |                  |                      |                      |                      |                      |                           |                           |                           |                           |                           |                           |                          |                          |                          |                          |                          |                          |                          |                          |                          |                          |                          |                          |                        |                        |                        |                        |                        |                        |                       |                       |                            |                            |                            |                            |                            |                            |                           |                           |                                |                                |                                |                                |                                |                                |                      |                      |                        |                        |                         |                         |                         |                         |                         |                         |                        |                        |                        |                        |                        |                        |                        |                        |                        |                        |                        |                        |  |  |  |  |  |  |  |  |  |  |  |  |  |  |  |  |  |  |  |  |  |  |  |  |  |  |  |  |  |  |  |  |  |  |  |  |  |  |  |  |  |  |  |  |  |  |  |  |  |  |  |  |  |  |
|                     |                     |                     |                     | Federico II *1636 †1698 | Federico II *1636 †1698 | Federico II *1636 †1698 | Federico II *1636 †1698 | Federico II *1636 †1698 | Federico II *1636 †1698 | Pirro Maria *1638 †1693 | Pirro Maria *1638 †1693 | Pirro Maria *1638 †1693 | Pirro Maria *1638 †1693 | Pirro Maria *1638 †1693 | Pirro Maria *1638 †1693 | Rodomonte *1645 †1718 | Rodomonte *1645 †1718 | Rodomonte *1645 †1718 | Rodomonte *1645 †1718 | Rodomonte *1645 †1718 | Rodomonte *1645 †1718 |                  |                  |                      |                      |                      |                      |                           |                           |                           |                           |                           |                           |                          |                          |                          |                          |                          |                          |                          |                          |                          |                          | Luigi II *1680 †1768     | Luigi II *1680 †1768     | Luigi II *1680 †1768   | Luigi II *1680 †1768   | Luigi II *1680 †1768   | Luigi II *1680 †1768   | Carlo *1682 †1704      | Carlo *1682 †1704      | Carlo *1682 †1704     | Carlo *1682 †1704     | Carlo *1682 †1704          | Carlo *1682 †1704          |                            |                            | Francesco *1684 †1758      | Francesco *1684 †1758      | Francesco *1684 †1758     | Francesco *1684 †1758     | Francesco *1684 †1758          | Francesco *1684 †1758          | Almerico *1687 †1771           | Almerico *1687 †1771           | Almerico *1687 †1771           | Almerico *1687 †1771           | Almerico *1687 †1771 | Almerico *1687 †1771 |                        |                        | Carlo Luigi *1719 †1731 | Carlo Luigi *1719 †1731 | Carlo Luigi *1719 †1731 | Carlo Luigi *1719 †1731 | Carlo Luigi *1719 †1731 | Carlo Luigi *1719 †1731 |                        |                        |                        |                        |                        |                        |                        |                        |                        |                        |                        |                        |  |  |  |  |  |  |  |  |  |  |  |  |  |  |  |  |  |  |  |  |  |  |  |  |  |  |  |  |  |  |  |  |  |  |  |  |  |  |  |  |  |  |  |  |  |  |  |  |  |  |  |  |  |  |
|                     |                     |                     |                     | Federico II *1636 †1698 | Federico II *1636 †1698 | Federico II *1636 †1698 | Federico II *1636 †1698 | Federico II *1636 †1698 | Federico II *1636 †1698 | Pirro Maria *1638 †1693 | Pirro Maria *1638 †1693 | Pirro Maria *1638 †1693 | Pirro Maria *1638 †1693 | Pirro Maria *1638 †1693 | Pirro Maria *1638 †1693 | Rodomonte *1645 †1718 | Rodomonte *1645 †1718 | Rodomonte *1645 †1718 | Rodomonte *1645 †1718 | Rodomonte *1645 †1718 | Rodomonte *1645 †1718 |                  |                  |                      |                      |                      |                      |                           |                           |                           |                           |                           |                           |                          |                          |                          |                          |                          |                          |                          |                          |                          |                          | Luigi II *1680 †1768     | Luigi II *1680 †1768     | Luigi II *1680 †1768   | Luigi II *1680 †1768   | Luigi II *1680 †1768   | Luigi II *1680 †1768   | Carlo *1682 †1704      | Carlo *1682 †1704      | Carlo *1682 †1704     | Carlo *1682 †1704     | Carlo *1682 †1704          | Carlo *1682 †1704          |                            |                            | Francesco *1684 †1758      | Francesco *1684 †1758      | Francesco *1684 †1758     | Francesco *1684 †1758     | Francesco *1684 †1758          | Francesco *1684 †1758          | Almerico *1687 †1771           | Almerico *1687 †1771           | Almerico *1687 †1771           | Almerico *1687 †1771           | Almerico *1687 †1771 | Almerico *1687 †1771 |                        |                        | Carlo Luigi *1719 †1731 | Carlo Luigi *1719 †1731 | Carlo Luigi *1719 †1731 | Carlo Luigi *1719 †1731 | Carlo Luigi *1719 †1731 | Carlo Luigi *1719 †1731 |                        |                        |                        |                        |                        |                        |                        |                        |                        |                        |                        |                        |  |  |  |  |  |  |  |  |  |  |  |  |  |  |  |  |  |  |  |  |  |  |  |  |  |  |  |  |  |  |  |  |  |  |  |  |  |  |  |  |  |  |  |  |  |  |  |  |  |  |  |  |  |  |
|                     |                     |                     |                     |                         |                         |                         |                         |                         |                         |                         |                         |                         |                         |                         |                         |                       |                       |                       |                       |                       |                       |                  |                  |                      |                      |                      |                      |                           |                           |                           |                           |                           |                           |                          |                          |                          |                          |                          |                          |                          |                          |                          |                          |                          |                          |                        |                        |                        |                        |                        |                        |                       |                       |                            |                            |                            |                            |                            |                            |                           |                           |                                |                                |                                |                                |                                |                                |                      |                      |                        |                        |                         |                         |                         |                         |                         |                         |                        |                        |                        |                        |                        |                        |                        |                        |                        |                        |                        |                        |  |  |  |  |  |  |  |  |  |  |  |  |  |  |  |  |  |  |  |  |  |  |  |  |  |  |  |  |  |  |  |  |  |  |  |  |  |  |  |  |  |  |  |  |  |  |  |  |  |  |  |  |  |  |
|                     |                     |                     |                     | Luigi II *1677 †1730    | Luigi II *1677 †1730    | Luigi II *1677 †1730    | Luigi II *1677 †1730    | Luigi II *1677 †1730    | Luigi II *1677 †1730    |                         |                         |                         |                         |                         |                         |                       |                       |                       |                       |                       |                       |                  |                  |                      |                      |                      |                      |                           |                           |                           |                           |                           |                           |                          |                          |                          |                          |                          |                          | Leopoldo *1716 †1760     | Leopoldo *1716 †1760     | Leopoldo *1716 †1760     | Leopoldo *1716 †1760     | Leopoldo *1716 †1760     | Leopoldo *1716 †1760     |                        |                        | Carlo                  | Carlo                  | Carlo                  | Carlo                  | Carlo                 | Carlo                 | Filippo Luigi *~1740 †1762 | Filippo Luigi *~1740 †1762 | Filippo Luigi *~1740 †1762 | Filippo Luigi *~1740 †1762 | Filippo Luigi *~1740 †1762 | Filippo Luigi *~1740 †1762 |                           |                           | Filippo Antonio *1740 †giovane | Filippo Antonio *1740 †giovane | Filippo Antonio *1740 †giovane | Filippo Antonio *1740 †giovane | Filippo Antonio *1740 †giovane | Filippo Antonio *1740 †giovane |                      |                      |                        |                        |                         |                         |                         |                         |                         |                         |                        |                        |                        |                        |                        |                        |                        |                        |                        |                        |                        |                        |  |  |  |  |  |  |  |  |  |  |  |  |  |  |  |  |  |  |  |  |  |  |  |  |  |  |  |  |  |  |  |  |  |  |  |  |  |  |  |  |  |  |  |  |  |  |  |  |  |  |  |  |  |  |
|                     |                     |                     |                     | Luigi II *1677 †1730    | Luigi II *1677 †1730    | Luigi II *1677 †1730    | Luigi II *1677 †1730    | Luigi II *1677 †1730    | Luigi II *1677 †1730    |                         |                         |                         |                         |                         |                         |                       |                       |                       |                       |                       |                       |                  |                  |                      |                      |                      |                      |                           |                           |                           |                           |                           |                           |                          |                          |                          |                          |                          |                          | Leopoldo *1716 †1760     | Leopoldo *1716 †1760     | Leopoldo *1716 †1760     | Leopoldo *1716 †1760     | Leopoldo *1716 †1760     | Leopoldo *1716 †1760     |                        |                        | Carlo                  | Carlo                  | Carlo                  | Carlo                  | Carlo                 | Carlo                 | Filippo Luigi *~1740 †1762 | Filippo Luigi *~1740 †1762 | Filippo Luigi *~1740 †1762 | Filippo Luigi *~1740 †1762 | Filippo Luigi *~1740 †1762 | Filippo Luigi *~1740 †1762 |                           |                           | Filippo Antonio *1740 †giovane | Filippo Antonio *1740 †giovane | Filippo Antonio *1740 †giovane | Filippo Antonio *1740 †giovane | Filippo Antonio *1740 †giovane | Filippo Antonio *1740 †giovane |                      |                      |                        |                        |                         |                         |                         |                         |                         |                         |                        |                        |                        |                        |                        |                        |                        |                        |                        |                        |                        |                        |  |  |  |  |  |  |  |  |  |  |  |  |  |  |  |  |  |  |  |  |  |  |  |  |  |  |  |  |  |  |  |  |  |  |  |  |  |  |  |  |  |  |  |  |  |  |  |  |  |  |  |  |  |  |
|                     |                     |                     |                     |                         |                         |                         |                         |                         |                         |                         |                         |                         |                         |                         |                         |                       |                       |                       |                       |                       |                       |                  |                  |                      |                      |                      |                      |                           |                           |                           |                           |                           |                           |                          |                          |                          |                          |                          |                          |                          |                          |                          |                          |                          |                          |                        |                        |                        |                        |                        |                        |                       |                       |                            |                            |                            |                            |                            |                            |                           |                           |                                |                                |                                |                                |                                |                                |                      |                      |                        |                        |                         |                         |                         |                         |                         |                         |                        |                        |                        |                        |                        |                        |                        |                        |                        |                        |                        |                        |  |  |  |  |  |  |  |  |  |  |  |  |  |  |  |  |  |  |  |  |  |  |  |  |  |  |  |  |  |  |  |  |  |  |  |  |  |  |  |  |  |  |  |  |  |  |  |  |  |  |  |  |  |  |
| Basilio *1711 †1782 | Basilio *1711 †1782 | Basilio *1711 †1782 | Basilio *1711 †1782 | Basilio *1711 †1782     | Basilio *1711 †1782     |                         |                         | Giovanni *1721 †1794    | Giovanni *1721 †1794    | Giovanni *1721 †1794    | Giovanni *1721 †1794    | Giovanni *1721 †1794    | Giovanni *1721 †1794    |                         |                         |                       |                       |                       |                       |                       |                       |                  |                  |                      |                      |                      |                      |                           |                           |                           |                           |                           |                           |                          |                          |                          |                          |                          |                          | Luigi III *1745 †1819    | Luigi III *1745 †1819    | Luigi III *1745 †1819    | Luigi III *1745 †1819    | Luigi III *1745 †1819    | Luigi III *1745 †1819    |                        |                        |                        |                        |                        |                        |                       |                       | Giuseppe Luigi *1761 †1818 | Giuseppe Luigi *1761 †1818 | Giuseppe Luigi *1761 †1818 | Giuseppe Luigi *1761 †1818 | Giuseppe Luigi *1761 †1818 | Giuseppe Luigi *1761 †1818 |                           |                           |                                |                                |                                |                                |                                |                                |                      |                      |                        |                        |                         |                         |                         |                         |                         |                         |                        |                        |                        |                        |                        |                        |                        |                        |                        |                        |                        |                        |  |  |  |  |  |  |  |  |  |  |  |  |  |  |  |  |  |  |  |  |  |  |  |  |  |  |  |  |  |  |  |  |  |  |  |  |  |  |  |  |  |  |  |  |  |  |  |  |  |  |  |  |  |  |
| Basilio *1711 †1782 | Basilio *1711 †1782 | Basilio *1711 †1782 | Basilio *1711 †1782 | Basilio *1711 †1782     | Basilio *1711 †1782     |                         |                         | Giovanni *1721 †1794    | Giovanni *1721 †1794    | Giovanni *1721 †1794    | Giovanni *1721 †1794    | Giovanni *1721 †1794    | Giovanni *1721 †1794    |                         |                         |                       |                       |                       |                       |                       |                       |                  |                  |                      |                      |                      |                      |                           |                           |                           |                           |                           |                           |                          |                          |                          |                          |                          |                          | Luigi III *1745 †1819    | Luigi III *1745 †1819    | Luigi III *1745 †1819    | Luigi III *1745 †1819    | Luigi III *1745 †1819    | Luigi III *1745 †1819    |                        |                        |                        |                        |                        |                        |                       |                       | Giuseppe Luigi *1761 †1818 | Giuseppe Luigi *1761 †1818 | Giuseppe Luigi *1761 †1818 | Giuseppe Luigi *1761 †1818 | Giuseppe Luigi *1761 †1818 | Giuseppe Luigi *1761 †1818 |                           |                           |                                |                                |                                |                                |                                |                                |                      |                      |                        |                        |                         |                         |                         |                         |                         |                         |                        |                        |                        |                        |                        |                        |                        |                        |                        |                        |                        |                        |  |  |  |  |  |  |  |  |  |  |  |  |  |  |  |  |  |  |  |  |  |  |  |  |  |  |  |  |  |  |  |  |  |  |  |  |  |  |  |  |  |  |  |  |  |  |  |  |  |  |  |  |  |  |
|                     |                     |                     |                     |                         |                         |                         |                         |                         |                         |                         |                         |                         |                         |                         |                         |                       |                       |                       |                       |                       |                       |                  |                  |                      |                      |                      |                      |                           |                           |                           |                           |                           |                           |                          |                          |                          |                          |                          |                          |                          |                          |                          |                          |                          |                          |                        |                        |                        |                        |                        |                        |                       |                       |                            |                            |                            |                            |                            |                            |                           |                           |                                |                                |                                |                                |                                |                                |                      |                      |                        |                        |                         |                         |                         |                         |                         |                         |                        |                        |                        |                        |                        |                        |                        |                        |                        |                        |                        |                        |  |  |  |  |  |  |  |  |  |  |  |  |  |  |  |  |  |  |  |  |  |  |  |  |  |  |  |  |  |  |  |  |  |  |  |  |  |  |  |  |  |  |  |  |  |  |  |  |  |  |  |  |  |  |
|                     |                     |                     |                     |                         |                         |                         |                         |                         |                         |                         |                         |                         |                         |                         |                         |                       |                       |                       |                       |                       |                       |                  |                  |                      |                      |                      |                      |                           |                           |                           |                           |                           |                           |                          |                          |                          |                          |                          |                          |                          |                          |                          |                          |                          |                          |                        |                        | Matteo †1828           | Matteo †1828           | Matteo †1828           | Matteo †1828           | Matteo †1828          | Matteo †1828          | Massimiliano †1815         | Massimiliano †1815         | Massimiliano †1815         | Massimiliano †1815         | Massimiliano †1815         | Massimiliano †1815         | Alessandro *1799 †1850?   | Alessandro *1799 †1850?   | Alessandro *1799 †1850?        | Alessandro *1799 †1850?        | Alessandro *1799 †1850?        | Alessandro *1799 †1850?        |                                |                                |                      |                      |                        |                        |                         |                         |                         |                         |                         |                         |                        |                        |                        |                        |                        |                        |                        |                        |                        |                        |                        |                        |  |  |  |  |  |  |  |  |  |  |  |  |  |  |  |  |  |  |  |  |  |  |  |  |  |  |  |  |  |  |  |  |  |  |  |  |  |  |  |  |  |  |  |  |  |  |  |  |  |  |  |  |  |  |

## Albero genealogico dei Gonzaga di Castel Goffredo
|            |            |                                             |                                             |                 |                           |                           |                     |                     |                     |       |       |        |                     |                     |                  |                     |                     |                                   |                                   |                       |                       |
|            |            |                                             |                                             |                 |                           |                           |                     |                     | Rodolfo (1452-1495) |       |       |        |                     |                     |                  |                     |                     |                                   |                                   |                       |                       |
|            |            |                                             |                                             |                 |                           |                           |                     |                     |                     |       |       |        |                     |                     |                  |                     |                     |                                   |                                   |                       |                       |
|            |            |                                             |                                             |                 |                           |                           |                     |                     |                     |       |       |        |                     |                     |                  |                     |                     |                                   |                                   |                       |                       |
|            |            |                                             |                                             |                 | Gianfrancesco (1488-1525) | Gianfrancesco (1488-1525) |                     |                     |                     |       |       |        | Aloisio (1494-1549) | Aloisio (1494-1549) |                  |                     |                     |                                   |                                   |                       |                       |
|            |            |                                             |                                             |                 |                           |                           |                     |                     |                     |       |       |        |                     |                     |                  |                     |                     |                                   |                                   |                       |                       |
|            |            |                                             |                                             |                 |                           |                           |                     |                     |                     |       |       |        |                     |                     |                  |                     |                     |                                   |                                   |                       |                       |
|            |            |                                             |                                             |                 | Ramo di Luzzara ·         | Ramo di Luzzara ·         | Alfonso (1541-1592) | Alfonso (1541-1592) |                     |       |       |        |                     |                     |                  | Orazio (1545-1587)  | Orazio (1545-1587)  |                                   | Ferrante (1544-1586)              | Ferrante (1544-1586)  |                       |
|            |            |                                             |                                             |                 |                           |                           |                     |                     |                     |       |       |        |                     |                     |                  |                     |                     |                                   |                                   |                       |                       |
|            |            |                                             |                                             |                 |                           |                           |                     |                     |                     |       |       |        |                     |                     |                  |                     |                     |                                   |                                   |                       |                       |
| Ferdinando | Ferdinando | Caterina 1 sp. Carlo Trivulzio (1574-1615?) | Caterina 1 sp. Carlo Trivulzio (1574-1615?) | Giulia (1576-?) | Giulia (1576-?)           | Ginevra (1578-?)          | Ginevra (1578-?)    | Giovanna            | Giovanna            | Maria | Maria | Luigia | Luigia              | Luigi (naturale)    | Luigi (naturale) | Ramo di Solferino · | Ramo di Solferino · | Rodolfo (1569-1593)               | Rodolfo (1569-1593)               | Francesco (1577-1616) | Francesco (1577-1616) |
|            |            |                                             |                                             |                 |                           |                           |                     |                     |                     |       |       |        |                     |                     |                  |                     |                     |                                   |                                   |                       |                       |
|            |            |                                             |                                             |                 |                           |                           |                     |                     |                     |       |       |        |                     |                     |                  |                     |                     |                                   |                                   |                       |                       |
|            |            |                                             |                                             |                 |                           |                           |                     |                     |                     |       |       |        |                     |                     |                  |                     |                     | Ramo di Castel Goffredo (estinto) | Ramo di Castel Goffredo (estinto) | Ramo di Castiglione · | Ramo di Castiglione · |

### Marchesi di Castel Goffredo
| 1444-1466 | Alessandro                               | (1427-1466)             |
| 1466-1478 | Ludovico III                             | (1412-1478)             |
| 1478-1479 | Rodolfo Ludovico                         | (1452-1495) (1460-1511) |
| 1479-1511 | Ludovico                                 | (1460-1511)             |
| 1511-1549 | Aloisio                                  | (1494-1549)             |
| 1565-1592 | Alfonso dal 1549 al 1565 fu sotto tutela | (1541-1592)             |
| 1592-1593 | Rodolfo di Ferrante                      | (1569-1593)             |

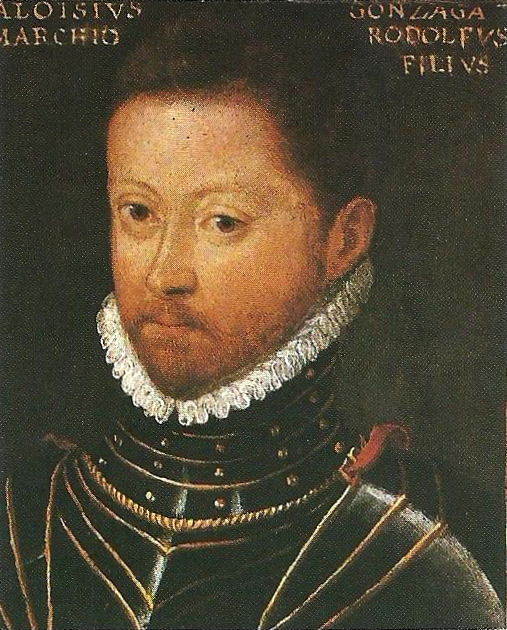
Ritratto di Aloisio Gonzaga, marchese di Castel Goffredo

Alla morte di Rodolfo il fratello minore Francesco, marchese di Castiglione e suo successore, vantava pretese ad incorporare il feudo di Castel Goffredo. Ma dopo lunghe controversie presso l'imperatore, nel 1602 fu unito al ducato di Mantova con Vincenzo Gonzaga in cambio delle terre di Medole.

Così si estinsero i "Gonzaga di Castel Goffredo".

## Albero genealogico dei Gonzaga di Castiglione delle Stiviere
La signoria di Castiglione è sempre rimasta, dalla sua creazione, sotto la sovranità dei Gonzaga di Mantova.
Il primo signore di Castiglione fu Alessandro Gonzaga, terzogenito di Gianfrancesco Gonzaga, I marchese di Mantova, e di Paola Malatesta. Morì senza eredi nel 1466 e i suoi possedimenti passarono al fratello Ludovico, II marchese di Mantova.
Il figlio Rodolfo Gonzaga diede inizio alla dinastia dei "Gonzaga di Castiglione":
```
Rodolfo Gonzaga
 (1452-1495), signore di Castiglione, di Solferino e di Luzzara, conte di Rodigo,
                           viceré di Sicilia e Milano
x1 1481 Antonia Malatesta, figlia di Sigismondo, signore di Rimini
x2 1484 Caterina Pico (1454-1501), figlia di Gianfrancesco, conte di Concordia, signore di Mirandola
│                                    e di Giulia Boiardo di Scandiano
│
├─>Paola (1486-1519)
│  x 1501 Giovanni Nicola Trivulzio, marchese di Vigevano
│
├─>Gian Francesco (1488-1524), signore di Luzzara, di Castiglione e di Solferino con suo
     │                                   fratello Luigi Alessandro dal 1495 al 1521, poi signore unico di Luzzara
│  └─> Linea dei Gonzaga di Luzzara
│
├─>Lucrezia, gemella di Barbara
│
├─>Barbara, gemella di Lucrezia
│
├─>Giulia (1493-1544), suora a Mantova
│
├─>
Aloisio Gonzaga
 (1494-1549), signore di Luzzara, di Castiglione e di Solferino con suo
│                               fratello Gian Francesco dal 1495 al 1521, poi signore unico
│                               di Castiglione e di Solferino (1521-1549)
│  x1 Ginevra (NC-1540), figlia di Niccolò Rangoni, conte di Castelcrescente e Borgofranco
│                           e di Bianca Bentivoglio, senza discendenza
│  x2 1540 Caterina (NC-1550), figlia del conte Gian Giacomo Anguissola
│  │                              e di Angela Tedeschi
│  │
│  ├─>Ferrante (1544-1586), signore di Castiglione (1549) poi marchese (1579-1586)
│  │  x 1566 Marta Tana (1550-1605), figlia di Palatino Baldassarre conte di Santena
│  │  │                                 e di Anna della Rovere di Vinovo Tedeschi
│  │  │
│  │  ├─>Luigi (1568-1591), religioso, gesuita, beatificato nel 1604,
│  │  │                     canonizzato nel 1726: San Luigi Gonzaga
│  │  │
│  │  ├─>Rodolfo (1569-1593),  sovrano e marchese di Castiglione (1586-1593)
│  │  │  x 1588 Elena (1573-1608), figlia di Giovanni Antonio Aliprandi
│  │  │  │
│  │  │  ├─>Cinzia (1589-1649), suora
│  │  │  │
│  │  │  ├─>Elena (1590-1593)
│  │  │  │
│  │  │  ├─>Olimpia (1591-1645), suora
│  │  │  │
│  │  │  └─>Gridonia (1592-1650), suora
│  │  │
│  │  ├─>Ferrante (1570-1577)
│  │  │
│  │  ├─>Carlo (1572-1574)
│  │  │
│  │  ├─>Isabella (1574-1593), damigella alla corte di Spagna (SD)
│  │  │
│  │  ├─>Angela
│  │  │
│  │  ├─>Luigia
│  │  │
│  │  ├─>Francesco (1577-1616), sovrano e marchese di Castiglione (1593-1616),
│  │  │                           signore di Medole (1600-1616)
│  │  │  x 1598 Bibiana (1584-1616), figlia di Wratislaw, barone von Pernstein e di Maria de Mendoza
│  │  │  │
│  │  │  ├─>Maria  (1602-1613)
│  │  │  │
│  │  │  ├─>Luigia (1603-NC), suora a Milano
│  │  │  │
│  │  │  ├─>Polissena (1606-NC), suora a Milano
│  │  │  │
│  │  │  ├─>Luigi (1608-1609)
│  │  │  │
│  │  │  ├─>Marta (1610-NC)
│  │  │  │
│  │  │  ├─>Luigi (1611-1636), sovrano e marchese di Castiglione (1616-1636) e signore di Medole
│  │  │  │  x 
Laura del Bosco Ventimiglia
 (1610-1664), figlia di Tiberio Vincenzo Ventimiglia del Bosco, principe di Cattolica, e di Giovanna Isfar e Cruillas
│  │  │  │  │
│  │  │  │  ├─>Bibiana (1633-1633)
│  │  │  │  │
│  │  │  │  ├─>Francesco (1634-1636)
│  │  │  │  │
│  │  │  │  ├─>Giovanna (1635-1695)
│  │  │  │  │  x 1656 Principe Carlo II Doria del Carretto, duca di Tursi et Principe di Avella
│  │  │  │  │
│  │  │  │  └─>Luigia (1636-1640)
│  │  │  │
│  │  │  ├─>Giovanna (1612-1668)
│  │  │  │  x1 1626 Giorgio Adamo conte von Martinicz (1602-1651)
│  │  │  │  x2 1655 Principe Diego di Zapata, gran cancelliere del duca di Milano
│  │  │  │
│  │  │  ├─>Ferdinando I (1614-1675), sovrano e marchese di Castiglione e signore di Medole nel 1636,
│  │  │  │                                   fatto Principe di Castiglione e marchese di Medole nel 1659
│  │  │  │  x 1644 Principessa Olimpia (1626-?), figlia di  Giampaolo II Sforza, marchese di Caravaggio
│  │  │  │  │                                      e di Maria Aldobrandini
│  │  │  │  │
│  │  │  │  ├─>Luigi (1646-1650)
│  │  │  │  │
│  │  │  │  ├─>Bibiana (1650-1717)
│  │  │  │  │  x 1671 Principe Carlo Filiberto d'Este, marchese di Borgomanero
│  │  │  │  │
│  │  │  │  └─>Luigia (1653-1715)
│  │  │  │     x 1667 Federico Gonzaga, linea di Luzzara
│  │  │  │
│  │  │  └─>Ginevra (NC) (SDC)
│  │  │
│  │  ├─>Cristierno (1580-1657), signore di Solferino nel 1593
│  │  │  x Marcella (?-1630), figlia di Alfonso Malaspina, marchese di Castel dell'Aquila
│  │  │  │                        e di Ginevra Marioni
│  │  │  │
│  │  │  ├─>C1.Luigia (1611-1630)
│  │  │  │
│  │  │  ├─>Carlo (1616-1680), signore di Solferino nel 1657,
│  │  │  │                              sovrano e Principe di Castiglione e sovrano e marchese di Medole  nel 1675
│  │  │  │  x 1643 Isabella (1611-1708), figlia del conte Lelio Martinengo e di Elena Furietti
│  │  │  │  │
│  │  │  │  ├─>Eleonora (9-7-1647- Milano 20-12-1720), Patrizia Veneta.
│  │  │  │  │  x Principe Girolamo Talenti Fiorenza, marchese di Conturbia
│  │  │  │  │
│  │  │  │  ├─>Ferdinando II (1648-1723), sovrano e Principe di Castiglione,
│  │  │  │  │                            sovrano e marchese di Medole e signore di Solferino nel 1680
│  │  │  │  │  x 1680 Laura (1660-1720), figlia di Alessandro II Pico della Mirandola
│  │  │  │  │  │                         et di Anna Beatrice d'Este, Principessa di Modena e Reggio
│  │  │  │  │  │
│  │  │  │  │  ├─>Luigi II (1680-1746), pretendente al trono di Castiglione (1723-1768)
│  │  │  │  │  │  x 1715 Marianna, figlia del conte Leandro Anguissola e di Maria Francesca Donati
│  │  │  │  │  │  │
│  │  │  │  │  │  ├─>Leopoldo (1716-1760), generale dell'armata veneta
│  │  │  │  │  │  │  x Elena Medin, figlia del conte di Lastua
│  │  │  │  │  │  │  │
│  │  │  │  │  │  │  ├─Lugi III (1745-1819), pretendente al trono di Castiglione (1768-1772)
│  │  │  │  │  │  │  │  x Elisabetta Costanza Rangoni (NC-1832), figlia di un banchiere di Marsiglia
│  │  │  │  │  │  │  │
│  │  │  │  │  │  │  └─>Laura (NC)
│  │  │  │  │  │  │     x Arduino Dandolo
│  │  │  │  │  │  │
│  │  │  │  │  │  ├─>Carlo (1718-1755), monaco eremita
│  │  │  │  │  │  │
│  │  │  │  │  │  └─>Elisabetta (1728-?)
│  │  │  │  │  │     x Bartolomeo Violini, da Ceneda
│  │  │  │  │  │
│  │  │  │  │  ├─>Carlo (1682-1704)
│  │  │  │  │  │
│  │  │  │  │  ├─>Francesco (1684-1750), gentiluomo di camera del re di Spagna
│  │  │  │  │  │                                primo maggiordomo della duchessa di Parma,
│  │  │  │  │  │                                primo maggiordomo della regina di Spagna
│  │  │  │  │  │  x1 1716 Isabel, figlia di Manuel Ponce de Leon y Fernandez de Cordoba
│  │  │  │  │  │                          e di  Maria Guadalupe di Lancastre
│  │  │  │  │  │  x2 1722 Giulia Litteria Caracciolo (1705-1756), figlia di Carmine Niccolò
│  │  │  │  │  │  │                                            e di Giovanna Costanza Ruffo
│  │  │  │  │  │  │
│  │  │  │  │  │  ├─>Maria Luigia (1726-1773)
│  │  │  │  │  │  │  x 1741 Gioacchino Atanasio Pignatelli Aragona Cortez, conte di Fuentes
│  │  │  │  │  │  │
│  │  │  │  │  │  ├─>Maria Laura (1728-1728)
│  │  │  │  │  │  │
│  │  │  │  │  │  ├─>Costanza (1729-NC), suora a Madrid
│  │  │  │  │  │  │
│  │  │  │  │  │  ├─>Maria Francesca (1731-1757)
│  │  │  │  │  │  │  x 1747 Pedro diAlcantara Fernandez di Cordoba e della Cerda
│  │  │  │  │  │  │
│  │  │  │  │  │  ├─>Maria Antonia Dorotea (1735-1801)
│  │  │  │  │  │  │  x 1754 Antonio Maria José Alvarez di Toledo e Pérez de Guzman (1716-1773),
│  │  │  │  │  │  │                          duca di Ferrandina e marchese di Villafranca di Bierzo
│  │  │  │  │  │  │
│  │  │  │  │  │  ├─>Filippo Luigi (1738-1740)
│  │  │  │  │  │  │
│  │  │  │  │  │  ├─>Filippo Antonio (1740-1762)
|  |  |  |  |  |  |  x Maria de La Cerda dei duchi di Medina Coeli
|  |  |  |  |  |  |  |
|  |  |  |  |  |  |  └─> Giuseppe Luigi (1761-1818)
|  |  |  |  |  |  |      x Giulia Eufrosina Esterhazy
|  |  |  |  |  |  |      |
|  |  |  |  |  |  |      └─> Alessandro Andrea (1799 - 1850), pretendente al ducato di Mantova ecc.
|  |  |  |  |  |  |          x Maria Elisa Coke
│  │  │  │  │  │  │
│  │  │  │  │  │  └─>Maria Micaela (1745-1777)
│  │  │  │  │  │     x 1758 Manuel Bernardino di Carvajal e Zuniga (1739-1783)
│  │  │  │  │  │
│  │  │  │  │  └─>Almerigo (1-2-1686 - 23-8-1772), abate di San Giorgio
│  │  │  │  │
│  │  │  │  ├─>Luigi (1650-1720), gesuita
│  │  │  │  │
│  │  │  │  ├─>Francesco (1652-1691)
│  │  │  │  │
│  │  │  │  ├─>Marcella (1655-1710), suora a Castiglione
│  │  │  │  │
│  │  │  │  ├─>Cristierno (1655-1743),  governatore di Pavia
│  │  │  │  │  x 1717 Margherita Barbara, figlia di Ludovico conte Laugem
│  │  │  │  │  │
│  │  │  │  │  └─>Carlo Luigi Leopoldo (1719-1731)
│  │  │  │  │
│  │  │  │  └─>Luigia (1661-?)
│  │  │  │  .  x 1678 Ippolito Malaspina, di Verona
│  │  │  │  .
│  │  │  │  . x?
│  │  │  │  │
│  │  │  │  ├─>Carlo (NC-1740), figlio naturale, cappuccino a Milano
│  │  │  │  │
│  │  │  │  └─>Luigi, figlio naturale
│  │  │  │
│  │  │  └─>Francesco (1618-1630)
│  │  │
│  │  └─>Diego (1582-1597),  morto assassinato
│  │
│  ├─>
Orazio
 (1545-1589), signore di Solferino
│  │  x 1568 
Paola
, figlia di Pietro Martinengo delle Palle
│  │
│  └─>
Alfonso
 (1541-1592), signore di Castel Goffredo,  morto assassinato a 
Gamberedolo

│     x 1567 
Ippolita
, figlia di Cesare Maggi, di Milano
│     │
│     ├─>Ferrante
│     │
│     ├─>
Caterina

│     │  x 1596 
Carlo Emanuele Teodoro Trivulzio
, conte di Melzo
│     │
│     ├─>Maria, Patrizia Veneta, suora
│     │
│     ├─>Angelica, Patrizia Veneta, suora
│     │
│     └─>Luigia, Patrizia Veneta, suora
│     .
│     x 
Isabel Carvajal

│     │
│     └─>
Luigi
 (NC), figlio naturale
│
├─>Ettore, figlio naturale
│  x Cornelia da Correggio Visconti, figlia di Niccolò II, conte di Correggio e di Cassandra Colleoni
│  │
│  ├─>Rodolfo
│  │
│  ├─>Cassandra
│  │  x Gabriele Ferrari di Cremona
│  │
│  └─>Barbara
│     x  Costantino Greco
│
├─>Domitilla, figlia naturale, monaca di San Giorgio
│
└─>Angelica, figlia naturale, monaca di San Giorgio
```

### Marchesi e poi Principi di Castiglione e di Solferino
|           | Rodolfo                    | (1452-1495) |
| 1511-1549 | Aloisio (Luigi Alessandro) | (1494-1549) |
| 1559-1586 | Ferrante                   | (1544-1586) |
| 1586-1592 | Rodolfo                    | (1569-1593) |
| 1592-1616 | Francesco                  | (1577-1612) |
| 1616-1636 | Luigi                      | (1611-1636) |
| 1636-1675 | Ferdinando I (I principe)  | (1614-1675) |
| 1675-1680 | Carlo                      | (1616-1680) |
| 1680-1707 | Ferdinando II              | (1648-1723) |

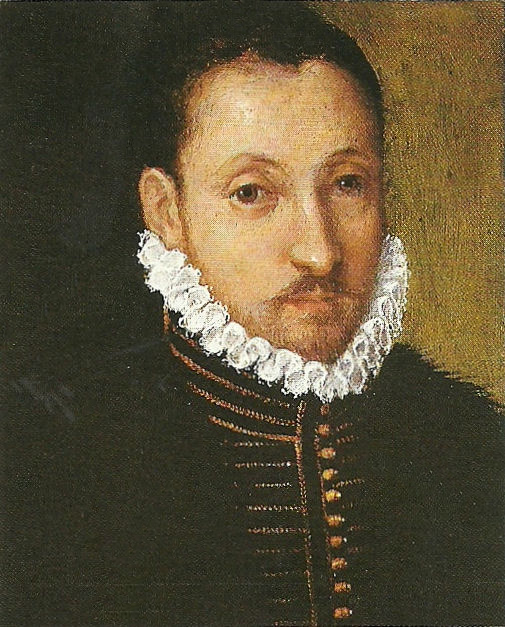
Ferrante Gonzaga, primo marchese di Castiglione

Il 13 marzo 1707 a Milano fu firmato il trattato che prevedeva la cessione del ducato di Mantova sotto l'autorità dell'imperatore Giuseppe I.

### Pretendenti al principato di Castiglione
Legittimi
- Luigi II (1680-1746), figlio di Ferdinando II;
- Leopoldo Gonzaga (1716-1760), figlio di Luigi II;
- Luigi III (Venezia, 1745 - Vienna, 10 settembre 1819), figlio di Leopoldo Gonzaga, sposò in Francia Elisabetta Costanza Rangoni (?-1832). Fu l'ultimo dei Gonzaga di Castiglione.

collaterali
- Alessandro Gonzaga (1799-1850?), figlio di Giuseppe Luigi Gonzaga (1761-1818) - figlio a sua volta di Filippo Luigi Gonzaga (1740-1762), figlio di Francesco Gonzaga (1684-1758), figlio di Ferdinando II Gonzaga (1648-1723) - militare; in quanto ultimissimo superstite della linea dei Gonzaga di Castiglione, benché discendente di un ramo cadetto, rivendicò questo principato e tutti gli altri stati gonzagheschi, ma morì senza figli.

## Albero genealogico dei Gonzaga di Solferino
Rodolfo Gonzaga (1452-1495), terzogenito maschio di Ludovico III Gonzaga, ebbe il feudo e il titolo di marchese di Luzzara, Castel Goffredo, Castiglione delle Stiviere e Solferino alla morte del padre, nel 1478. Ricevette dall'imperatore Massimiliano I d’Asburgo l'investitura nel 1494.
In seguito il feudo si divise ulteriormente tra i suoi figli: Gianfrancesco (Luzzara) e Aloisio Gonzaga (Castiglione, Castel Goffredo e Solferino), che fondarono a loro volta i rispettivi rami di Luzzara, Castiglione e Castel Goffredo.
Capostipite dei Gonzaga di Solferino fu Aloisio Gonzaga (o Luigi Alessandro) (1494-1549):
```
Aloisio Gonzaga
, signore di Castiglione, Castel Goffredo e Solferino, morto il 19 luglio 1549
│
└─>
Orazio Gonzaga
, marchese di Solferino, morto nel 1587
 │
 └─>
Cristierno Gonzaga
, marchese di Solferino, morto nel 1630
 │
 └─>
Carlo Gonzaga
, marchese di Solferino
```

Carlo Gonzaga nel 1630 fu costretto a rifugiarsi a Castiglione e qui nel 1675 trasferì la sua corte, accorpando Solferino al principato di Castiglione. Così si estinsero i "Gonzaga di Solferino".

### Duca di Solferino
"Duca di Solferino" è un titolo nobiliare spagnolo creato il 21 dicembre 1717 dal re di Spagna Filippo V a favore di Francesco Gonzaga. Questi era il figlio di Ferdinando II Gonzaga, principe di Castiglione e di Laura Pico della Mirandola (1660-1720). Il suo nome si riferisce alla città di Solferino, in provincia di Mantova. Attuale detentore del titolo nobiliare è il XIII duca Carlos Luis de Llanda y de Domecq.

## Arma
I Gonzaga dei vari rami cadetti non fecero mai uso della brisura nel loro stemma. Pertanto nemmeno per il ramo di Castel Goffredo, Castiglione e Solferino esiste un'arma specifica. Essi utilizzarono lo stesso stemma adottato dai duchi di Mantova e del Monferrato nel XVI secolo che così si blasona: D'argento, alla croce patente di rosso accantonata da quattro aquile di nero dal volo abbassato; sul tutto, inquartato: nel primo e nel quarto di rosso al leone dalla coda doppia d'argento, armato e lampassato d'oro, coronato e collarinato dello stesso; nel secondo e nel terzo fasciato d'oro e di nero.

### Altre fonti
- 1999 – Immagina. Castel Goffredo: l'evoluzione di un territorio, CD-ROM, a cura del Comune di Castel Goffredo.
- Lisa Tabai, Massimo Telò e Alfio Milazzo, Appunti d'arte. Conversazioni sugli affreschi di Palazzo Gonzaga-Acerbi, Viterbo, Press Up, ottobre 2020.